# Prabuty
Prabuty (germană Riesenburg) este un oraș în Polonia.